# Srednji režanj hipofize
Hipofiza
Srednji režanj hipofize, pars intermedia je granični režanj između prednjeg i stražnjeg režnja hipofize. Sastoji se od triju vrsta stanica: bazofilnih, kromofobnih stanica i koloidom ispunjenih cista. Ciste su ostatak Rathkeove vrećice.
U fetalnom razdoblju ljudskog života, ovaj režanj proizvodi melanocitno stimulacijski hormon MSH koji uzrokuje otpuštanje melaninskog pigmenta u kožnim melanocitima (pigmentnim stanicama). U svakom slučaju srednji režanj je uobičajeno vrlo mali ili gotovo potpuno nestane u odrasloj dobi, pa se govori da ga čovjek i nema. Preciznije, kod čovjeka je rudimentaran. Ovaj režanj jako je reduciran u ljudi bijele puti.
Kod životinja koje ga imaju (poput štakora) luči i hormon stimulacije melanocita (melatonin). Ima ga i u psa i konja, dok u dupina nedostaje. Kod nižih kralježnjaka (ribe, vodozemci) MSH iz srednjeg režnja odgovoran je za tamnjenje kože, često kao odgovor na promjenama u pozadinskoj boji. Promjena boje se javlja zato što MSH potiče raspršivanje melaninskog pigmenta u kožnim melanofornim stanicama.
Srednji režanj razvija se iz Rathkeove vreće, od stražnje stijenke.
Tvore ga blijede bazofilne stanice koje sadrže mala sekretna zrnca. Tu su i veće poligonalne epitelne stanice bogate mitohondrijima. Ovo područje proizvodi melanostimulirajući hormon .